# 三家分晋
三家分晋是指東周時代，晋国被韩、赵、魏三氏為首的晉大夫勢力所瓜分的事件。因此韩、赵、魏三国又被合称为“三晋”，周威烈王二十三年（前403年）周天子始封三家为諸侯国。司马光的编年体史书《资治通鉴》的记载就从这一事件开始：「周威烈王二十三年，初命晉大夫魏斯、趙籍、韓虔為諸侯……」，作为春秋与战国的分界。歷史上有時以本年作為戰國元年。但注意晉國此時並未完全滅亡，而還有兩城留存。之後晉、趙、魏、韓四國共同存在了27年，在前376年，末代晉國君主晉靜公被貶為庶人，晉國公室餘地被韓、趙完全瓜分，晉國才徹底滅亡，其宗廟祭祀斷絕。

## 晋无公族
周代各诸侯国通常都将公室子孙分封为大夫，各家大夫都有封地，以血缘关系作为公室的屏卫 。而晋国骊姬之乱时，晋献公却逐杀诸公子，从此晋国不再分封公子、公孙为大夫，史称“晋无公族”。到晋成公时以“宦卿之适子而为之田，以为公族”，赵盾又将各家异姓大夫代为公族，晋公室的力量由此衰微，独立意识渐强的异姓卿大夫力量兴起 。

## 六卿
晋文公、晋襄公时，狐氏、赵氏、先氏、郤氏、胥氏等氏族颇有权势，以后又有韩氏、魏氏、栾氏、范氏、荀氏等强大世族。春秋中期以后，十余家卿大夫控制晋国政局。经过激烈兼并，到春秋晚期只剩下赵、魏、韩、范、智、中行氏六家，称为“晋国六卿”。

## 三家灭智
春秋末期，晉國大夫范吉射(范氏)、中行寅(中行氏)因與趙鞅（趙簡子）交惡，於晉定公十五年（前497年）聯合攻打趙趙鞅，但被晉軍討伐後敗逃朝歌。晉定公二十二年（前490年）范氏、中行氏再度兵敗，二人流亡齊國，其領地遂為諸卿所奪。晉出公十七年（前458年），知伯（智氏）聯合趙、韓、魏三家瓜分范氏、中行氏領地，晉國政權實質由智、趙、韓、魏四卿掌控，其中以智氏勢力最盛。
周贞定王十三年(前456年)，擔任正卿的智伯荀瑶恃强向韩康子、魏桓子索得土地，在向赵襄子索地遭拒后，于定王十四年（前455年）攻打赵氏，并胁迫韩、魏两家出兵合圍。赵襄子退居晋阳固守。智伯围困晋阳两年，而不能下，引晋水淹灌晋阳城。危急中，赵襄子派张孟谈说服韩、魏两家倒戈，放水倒灌智伯军营，大破智伯军，擒杀智伯。十六年（前453年），三家尽灭智氏宗族，瓜分其地，是为晋阳之战。此战为日后“三家分晋”奠定了基础。

## 三家分晋
周考王七年（前434年），晋哀公死，晋幽公即位。韩、赵、魏瓜分晋国剩余土地，只有绛与曲沃两地留给晋幽公。从此韩、赵、魏称为三晋。
周威烈王二十三年（前403年），由周天子封魏斯、趙籍和韓虔為諸侯（即魏文侯、趙烈侯和韓景侯），是為「三家分晋」，与晋侯并列。此即《資治通鑒》中春秋時代與戰國時代的分界点。
周顯王二十年（前349年），三晉瓜分晋静公殘餘的食邑，晋国彻底灭亡。